# Rivellia floridana
Rivellia floridana är en tvåvingeart som beskrevs av Johnson 1900. Rivellia floridana ingår i släktet Rivellia och familjen bredmunsflugor.
Artens utbredningsområde är Florida. Inga underarter finns listade i Catalogue of Life.